# Mortsel
Mortsel (nederländskt uttal: [ˈmɔrtsəl]) är en stad och kommun i provinsen Antwerpen i regionen Flandern i Belgien. Kommunen har cirka 26 157 invånare (2020).

## Geografi
Kommunen har en yta på 7,78 km², varav 79,37 procent består av bebyggd mark, 17,46 procent av jordbruksmark och 0,6 procent av skogsmark. Det finns tre vattendrag: Koude Beek, Fortloop och Zwarte Beek, som alla mynnar ut i floden Schijn.
De angränsande kommunerna är Antwerpen (distrikten Wilrijk, Berchem och Deurne) i nordväst, Edegem i sydväst och Borsbeek, Boechout och Hove i öst.

## Historia
Ortnamnet kommer troligen från de germanska orden ”mor” (som betyder ”myr”) och ”sali” (som betyder ”hus bestående av ett enda rum”). Namnet förekommer för första gången i en påvlig kungörelse från 1150 om ”altaret i Mortezele”. Samma plats nämns även 1158 av biskop Nicolaas I av Chièvres, men betecknas då med namnet Mortsella.
Från år 1387 blev platsen ett län som tillhörde herrarna av Cantecroy. 1570 ingick det in ett grevskap som även omfattade byarna Edegem, Luithagen, Boechout, Borsbeek, Hove, Vremde, Kontich, Waarloos, Reet och Aartselaar. Omkring 1600 föll grevskapet isär. Till slutet av 1800-talet var Mortsel ett jordbrukssamhälle som bestod av tre bostadskärnor (Mortsel-Dorp, Oude-God och Luithagen), några slott (Cantecroy, Koeisteert och Ten Dorpe) och några gårdar (Schranshoeve och Diezegemhoeve).
På 1890-talet sattes industrialiseringsprocessen igång, bland annat av grundandet av cykel- och bilföretaget Minerva (som gick i konkurs 1934) och fotografiföretaget Gevaert (som år 1964 fusionerades med det tyska företaget Agfa). Detta ledde till en ökning av folkmängden.
Tack vare den ökade befolkningstätheten och urbaniseringen fick Mortsel 1999 titeln stad.

### Bombanfallet 1943
Den 5 april 1943 släppte 95 amerikanska flygplan totalt 774 bomber över Mortsel och jämnade kvarteret Oude-God med marken. Bomberna var egentligen avsedda för ERLA-fabrikerna (de tidigare Minervafabrikerna), som under kriget användes av de tyska ockupanterna för tillverkning av flygplansdelar. Endast 4 bomber träffade dock målet; 33 andra hamnade i bostadsområden omkring. 936 människor dödades vid attacken, och det var därmed den dödligaste bombningen i Belgien under andra världskriget.

## Sevärdheter

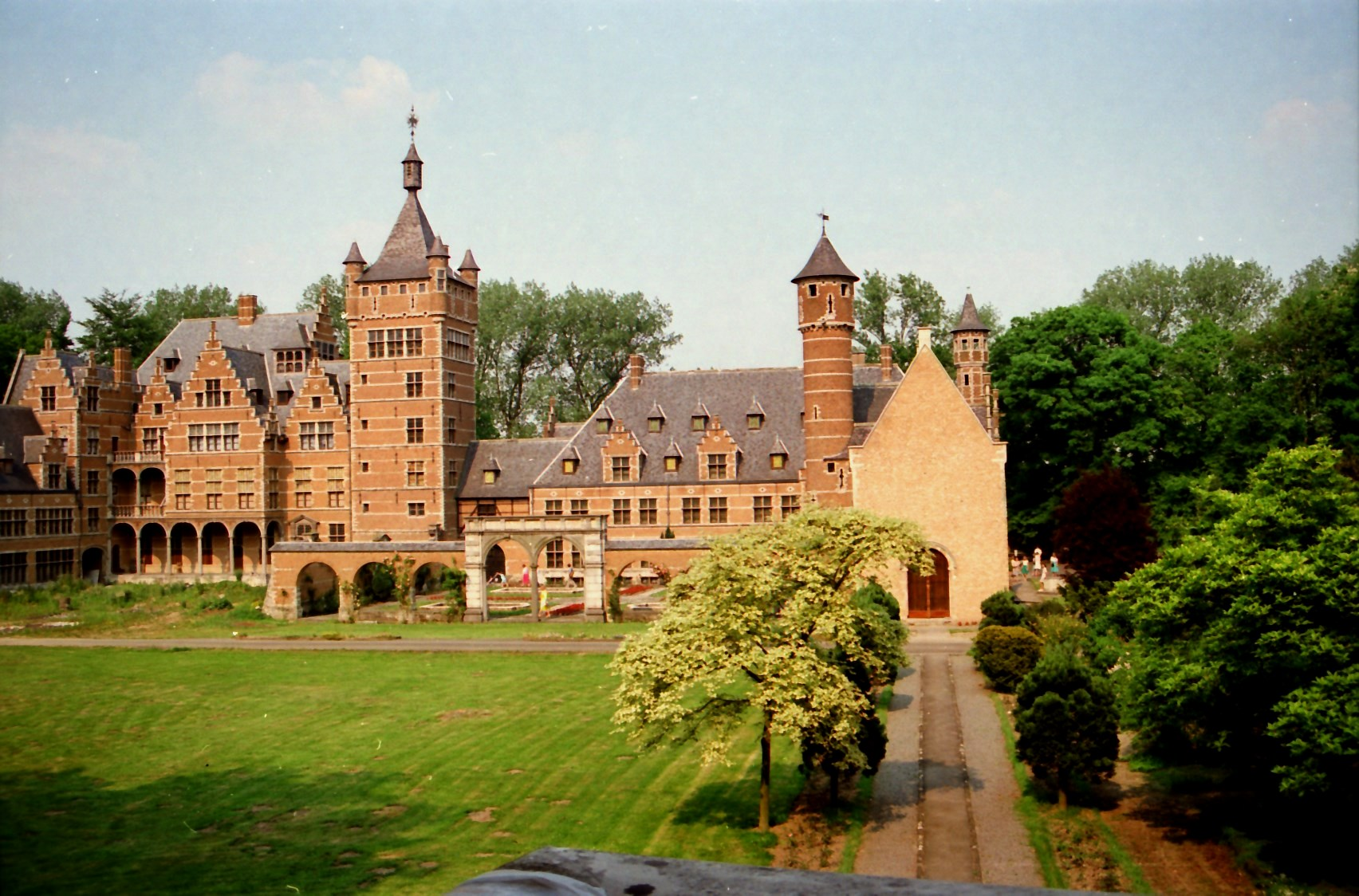
Slottet Cantecroy.

Bland de viktigaste sevärdheterna kan man nämna Sint-Benedictuskyrkan och slottet Cantecroy, som är några av de få byggnader som finns kvar från perioden innan 1900-talet. Sint-Benedictuskyrkan är den äldste kyrkan i Mortsel och ligger på den högsta platsen i kommunen. Slottet Cantecroy (härlett från namnet Cantincrode) byggdes mellan 1200- och 1300-talen och är ett av de äldsta slotten i provinsen Antwerpen. Idag innehåller slottet bostäder för äldre personer, men det finns även delar som är öppna för allmänheten.
År 1860 byggdes Fort IV, ett av de åtta forten i Brialmontbältet som anlades för att skydda staden Antwerpen. Den har haft en begränsad användning under Första Världskriget, men har sedan dess endast använts som kasern. Fortet, som sedan 2000 tillhör staden, är det bäst bevarade av Brialmontforten. Utsidan har blivit grönområde och är tillgänglig för allmänheten året runt. På insidan organiseras ibland guidade turer.

## Evenemang
Varje år äger musikfestivalen CantRock rum på fotbollsplanen Cantincrode. Den anordnades för första gången 1996 och har sedan 2012 blivit ett årligt evenemang.

## Näringsliv

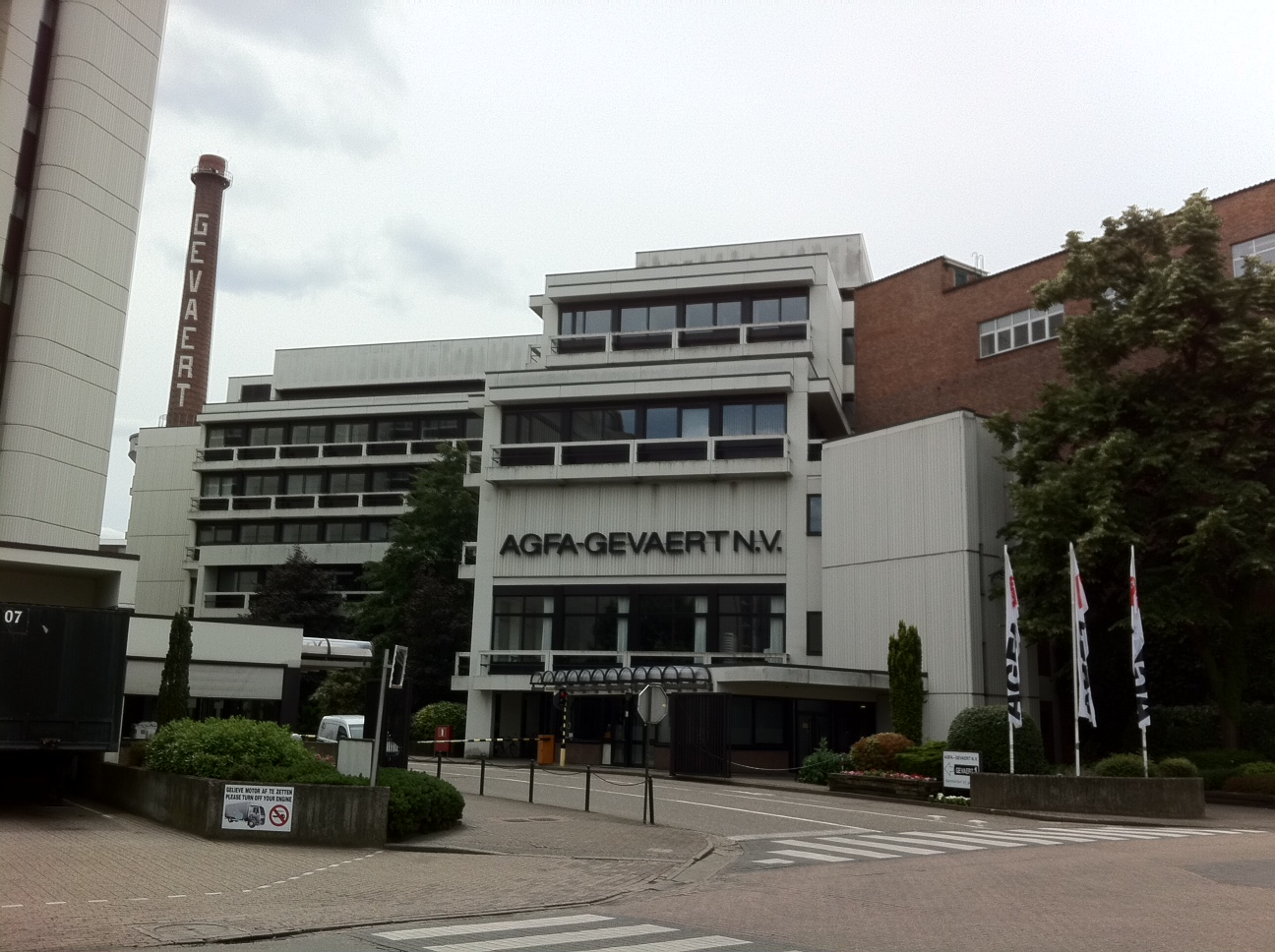
Agfa-Gevaert.

Det multinationella företaget Agfa-Gevaert har sitt huvudkontor i Mortsel.

## Kommunikationer
Mortsel ligger vid en knutpunkt av olika järnvägslinjer och har därför fyra järnvägsstationer: Mortsel, Mortsel-Deurnesteenweg, Mortsel-Liersesteenweg och Mortsel-Oude-God. Det finns även två spårvagnslinjer som förbinder kommunen med grannstaden Antwerpen: linje 7 och 15.
På grund av det stora antalet bilköer betraktas Mortsel som den trafiktätaste kommunen i Flandern.